# Tipula flinti
Tipula flinti är en tvåvingeart som beskrevs av Alexander 1970. Tipula flinti ingår i släktet Tipula och familjen storharkrankar. Inga underarter finns listade i Catalogue of Life.